# Уайма (муниципалитет)
Уайма (исп. Uayma) — муниципалитет в Мексике, штат Юкатан, с административным центром в одноимённом посёлке. Численность населения, по данным переписи 2010 года, составила 3782 человека.

## Общие сведения
Название Uayma c майянского языка можно перевести как: не здесь.
Площадь муниципалитета равна 188 км², что составляет 0,47 % от площади штата, а наивысшая точка — 30 метров над уровнем моря, расположена в административном центре.
Он граничит с другими муниципалитетами Юкатана: на севере с Эспитой, на востоке с Вальядолидом, на юге с Кункунулем и Кауа, на западе с Тинумом и Цитасом.

## Учреждение и состав
Муниципалитет был образован в 1918 году, в его состав входит 4 населённых пункта:
| Код INEGI                  | Населённый пункт                                                            | Численность населения (2005 год) | Численность населения (2010 год) |
| -------------------------- | --------------------------------------------------------------------------- | -------------------------------- | -------------------------------- |
| 099                        | Всего                                                                       | 2997                             | 3782                             |
| 0001                       | Уайма (исп. Uayma) 20°43′01″ с. ш. 88°19′00″ з. д. (административный центр) | 2434                             | 3126                             |
| 0023                       | Санта-Мария-Аснар (исп. Santa María Aznar) 20°49′22″ с. ш. 88°19′05″ з. д.  | 514                              | 593                              |
| 0080                       | Сан-Лоренсо (исп. San Lorenzo) 20°40′25″ с. ш. 88°24′27″ з. д.              | 47                               | 61                               |
| 0084                       | Чан-Хаймиль (исп. Chan Haymil) 20°41′03″ с. ш. 88°26′09″ з. д.              | —                                | 2                                |
| 0087                       | Шцусук (исп. X'dzusuk) 20°44′53″ с. ш. 88°22′19″ з. д.                      | 2                                | —                                |
| Названия на карте Генштаба |                                                                             |                                  |                                  |

## Экономика
По статистическим данным 2000 года, работоспособное население занято по секторам экономики в следующих пропорциях:
- сельское хозяйство и скотоводство — 57,4 %;
- производство и строительство — 27,1 %;
- торговля, сферы услуг и туризма — 15 %;
- безработные — 0,5 %.

## Инфраструктура
По статистическим данным 2010 года, инфраструктура развита следующим образом:
- протяжённость дорог: 61,1 км;
- электрификация: 91,7 %;
- водоснабжение: 99,2 %;
- водоотведение: 94,5 %.

## Достопримечательности
В муниципалитете можно посетить бывший монастырь и храм Святого Доминика, построенной в XVII веке, и разрушенный в XIX веке во время войны рас, но восстановленный местными жителями в начале XX века.

## Фотографии
- Церковь Святого Доминика
- Бывшая станция в Уайме
- Улицы в Уайме